# Eparchie konotopská
Eparchie Konotop je eparchie ukrajinské pravoslavné církve Moskevského patriarchátu.

## Území a titul biskupa
Zahrnuje správní hranice území Hluchivského, Konotopského, Kroleveckého, Putyvlského, Seredynobudského, Šostského a Jampilského rajónu Sumské oblasti.
Eparchiálnímu biskupovi náleží titul biskup konotopský a hluchivský.

## Historie
Roku 1923 byl zřízen hluchivský vikariát černihivské eparchie.
Dne 22. června 1993 Svatý synod Ukrajinské pravoslavné církve zřídil z části černihivské a sumské eparchie hluchivskou a konotopskou eparchii.
Dne 19. května 1998 došlo k přejmenování na eparchii konotopskou a hluchivskou.
Dne 25. září 2013 byl Buryňský rajón převeden z jurisdikce eparchie pod nové zřízenou romenskou eparchii.

## Seznam biskupů

### Hluchivský vikariát černihivské eparchie
- 1923–1923 Matfij (Chramcev)
- 1923–1924 Damaskin (Cedryk) svatořečený mučedník

### Konotopský vikariát černihivské eparchie
- 1923–1924 Ioann (Dobroslavin)

### Eparchie hluchivská
- 1993–1993 Pantelejmon (Romanovskyj)
- 1993–1995 Ionafan (Jeleckich)
- 1995–1998 Anatolij (Hladkyj)

### Eparchie konotopská
- 1998–1999 Anatolij (Hladkyj)
- 1999–2008 Inokentij (Šestopal)
- 2008–2010 Luka (Kovalenko)
- 2010–2012 Iosyf (Maslennikov)
- od 2012 Roman (Kymovyč)